# 尼尔·福斯特
尼尔·福斯特（英語：Neil Forster，1927年5月29日—），英国男子曲棍球运动员。他曾代表英国国家队参加1956年夏季奥林匹克运动会曲棍球比赛，结果队伍获得第四名。